# ダーグ・ソールスター

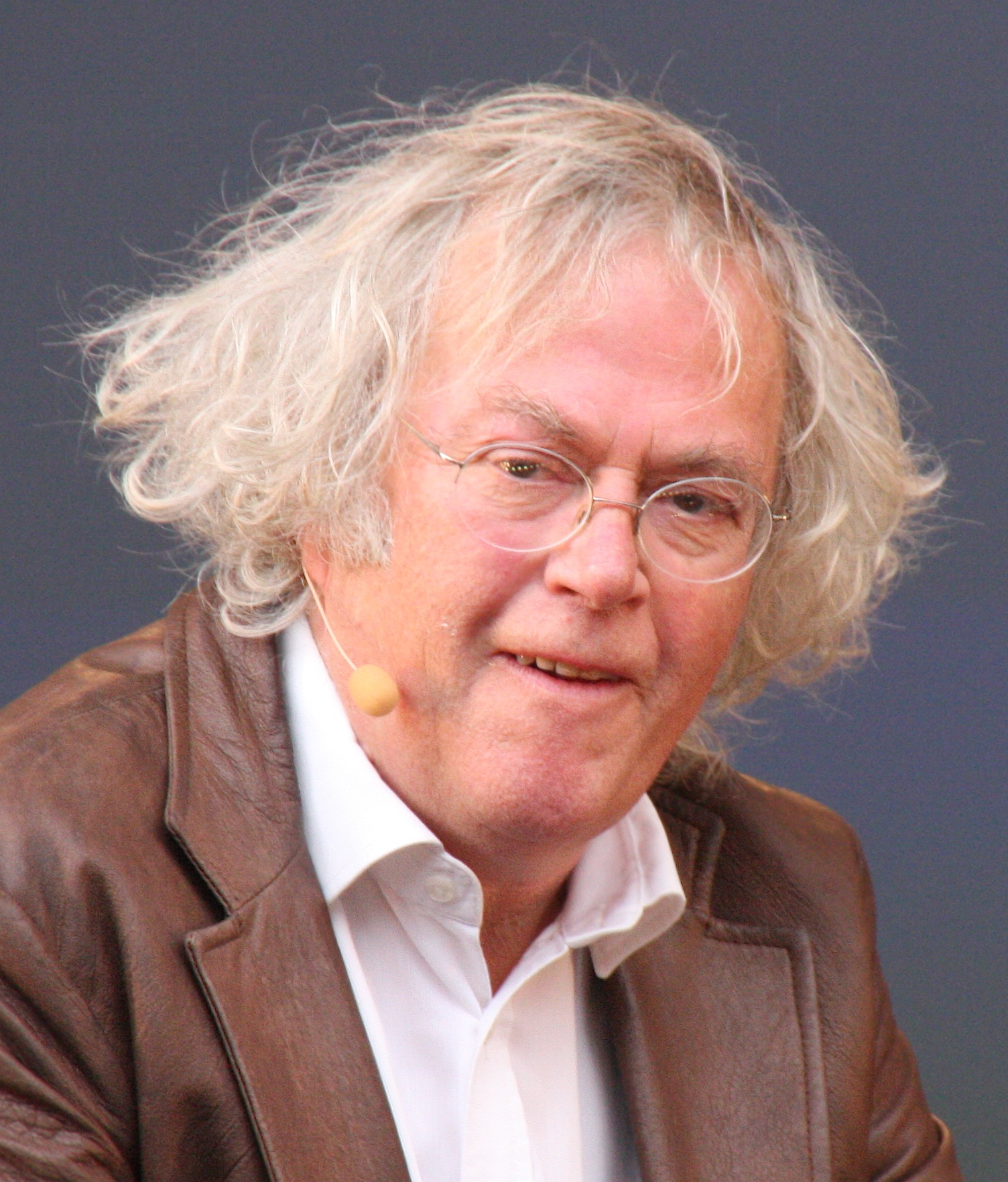
ダーグ・ソールスター

ダーグ・ソールスター（Dag Solstad、1941年7月16日 - 2025年3月14日）は、ノルウェーの小説家、劇作家。

## 経歴
ヴェストフォル県サンデフィヨルド生まれ。1960年代にオスロ大学に入学し、教育とジャーナリズムを学び、地方新聞社で働いた後、1965年に短編集『スパイラル』でデビューした。現在はベルリン在住。
1989年北欧理事会文学賞、2017年スウェーデン・アカデミー北欧賞受賞。
2025年3月14日、心停止で死去。83歳没。

## 日本語作品
- 『ノヴェル・イレブン、ブック・エイティーン』村上春樹訳、中央公論新社 2015